# 索倫佐
索倫佐（法語：Solenzo）為位在布吉納法索布克萊迪穆翁大區的城鎮，該城鎮為巴瓦省及索倫佐縣的首府。2012年人口普查中該城鎮人口有14,982人。
2015年11月8日，爭取復興同盟/桑卡拉黨（UNIR / PS）主席本納溫德·斯塔尼斯拉斯·桑卡拉於2015年大選之前，在索倫佐舉辦第一次競選造勢活動。